# Hradec u Dobřejovic
Hradec u Dobřejovic je pravěké hradiště severně od Dobřejovic v okrese České Budějovice. Vzniklo ve starší době bronzové na vrcholu kopce Hradec s nadmořskou výškou 524 metrů. Od roku 1963 je chráněno jako kulturní památka. Lokalita je v Poněšické oboře.

## Historie
Podle získaných keramických a bronzových artefaktů bylo hradiště založeno na konci starší doby bronzové. První písemná zmínka o jeho existenci pochází z roku 1789 a nachází se v díle Topographie des Königreiches Böhmen od Jaroslava Schallera, ale jako první ho částečně prozkoumal až v osmdesátých letech devatenáctého století Jan Nepomuk Woldřich. Menší archeologické výzkumy na hradišti podnikl Josef Maličký v roce 1946, Antonín Beneš v letech 1972–1973 a poté až roku 1985 Petr Zavřel. Od devadesátých let proběhly detektorové průzkumy a povrchové sběry artefaktů. V roce 2008 bylo hradiště geodeticky zaměřeno.

### Archeologické artefakty
Z hradiště pochází velké množství archeologických artefaktů. Mezi významnější z nich patří bronzové dláto se zdobenou tulejí a osmihranným tělem, jehož tvar je v rámci Čech zcela výjimečný. Nález bronzového hrotu kopí ze starší doby bronzové má v Čechách jen několik málo analogií. Na hradišti byly nalezeny také dva bronzové hroty šípů. Pocházejí-li ze starší doby bronzové jako ostatní bronzové artefakty, jde o jednu z nejstarších ukázek tohoto typu zbraně ve střední Evropě, protože většina soudobých hrotů bývala kamenná. Dalším výjimečným nálezem je bronzová dýka z období mladší fáze únětické kultury. Dýka má trojúhelníkovitou plochou čepel se dvěma otvory pro nýty v týlu. Řada bronzových předmětů dokládá dálkové kontakty obyvatel hradiště s středodunajskou oblastí. Nález dvou pravděpodobně měděných hřiven zase ukazuje na kontakty s oblastí Alp.

## Stavební podoba
Hradiště má oválný půdorys s rozměry 215 × 55 metrů. Celková rozloha vymezená vnější linií opevnění dosahuje dvou hektarů. Starší literatura uvádí, že opevnění tvořily tři souběžné valy. Podle nového zaměření byla jádrem opevnění hradba, ze které se dochoval 480 metrů dlouhý kamenitý val, který dosahuje výšky až dva metry. Ve vzdálenosti 15–20 metrů před ním vede vnější opevnění v podobě příkopu lemovaného po obou stranách nevýraznými zemními vyvýšeninami, které byly dříve považovány za vnější valy. Je však možné, že byly součástí nějakého lehčího opevnění, které by bylo možné prokázat archeologickým výzkumem.